# Janowiec (Bisztynek)
Janowiec (deutsch Johannisruhe) ist ein Ort in der polnischen Woiwodschaft Ermland-Masuren. Er gehört zur Gmina Bisztynek (Stadt- und Landgemeinde Bischofstein) im Powiat Bartoszycki (Kreis Bartenstein).

## Geographische Lage
Janowiec liegt westlich des Flüsschens Sajna (deutsch Zaine) in der nördlichen Mitte der Woiwodschaft Ermland-Masuren, 13 Kilometer nordwestlich der früheren Kreisstadt Rößel (polnisch Reszel) bzw. 18 Kilometer südöstlich der jetzigen Kreismetropole Bartoszyce (deutsch Bartenstein).

## Geschichte
Der kleine Gutsort Johannisruhe hieß bis zum 19. Februar 1827 „Abbau Rohfleisch“. 1874 wurde der Gutsbezirk Johannisruhe in den neu gebildeten Amtsbezirk Sturmhübel (polnisch Grzęda) im ostpreußischen Kreis Rößel eingegliedert. Im Jahre 1885 zählte Johannisruhe 27, im Jahre 1905 noch 24 Einwohner, und 24 Einwohner waren es auch noch im Jahre 1910.
Am 30. September 1928 verlor Johannisruhe seine Eigenständigkeit und wurde in die Landgemeinde Sturmhübel (polnisch Grzęda) eingegliedert.
Mit der Abtretung des gesamten südlichen Ostpreußen an Polen 1945 in Kriegsfolge bekam Johannisruhe die polnische Namensform „Janowiec“. Heute ist der kleine Ort ein Teil der Gmina Bisztynek (Stadt- und Landgemeinde Bischofstein) im Powiat Bartoszycki (Kreis Bartenstein), von 1975 bis 1998 der Woiwodschaft Olsztyn, seither der Woiwodschaft Ermland-Masuren zugehörig.

## Kirche
Bis 1945 war Johannisruhe in die evangelische Kirche Bischofstein in der Kirchenprovinz Ostpreußen der Kirche der Altpreußischen Union, außerdem in die römisch-katholische Kirche Sturmhübel im damaligen Bistum Ermland eingepfarrt.
Heute gehört Janowiec katholischerseits wieder zur St.-Nikolaus-Kirche in Grzęda, das nun im  Erzbistum Ermland liegt. Evangelischerseits orientieren sich die Bewohner zur Kirche in Bartoszyce, einer Filialkirche von Kętrzyn (Rastenburg) in der Diözese Masuren der Evangelisch-Augsburgischen Kirche in Polen.

## Verkehr
Janowiec liegt an einer Nebenstraße, die die beiden Woiwodschaftsstraßen 590 bei Reszel (Rößel) und die 592 (ehemalige deutsche Reichsstraße 135) bei Kowalewo Duże (Vorwerk Wotterkeim) miteinander verbindet. Eine Anbindung an den Bahnverkehr besteht nicht.